# Evgueni Adamov
Evgueni Olegovich Adamov (en russe : Евге́ний Оле́гович Ада́мов, né le 28 avril 1939) est un physicien nucléaire russe, ancien chef du ministère russe de l'énergie atomique, MinAtom. Il a été nommé par le président Boris Eltsine en 1998 et renversé par le président Vladimir Poutine en 2001.
Adamov, physicien nucléaire, a rejoint l'Institut Dollezhal. De 1986 à 1998, Adamov a dirigé NIKIET, un institut gouvernemental russe de recherche et de conception nucléaire.
En 2005, il a été arrêté à Berne, en Suisse, pour fraude. L'arrestation a été effectuée à la demande des États-Unis. Les États-Unis accusaient Adamov d'avoir détourné jusqu'à 9 millions de dollars que le Département américain de l'énergie avait donné à la Russie pour l'aider à améliorer la sécurité de ses installations nucléaires. Des demandes d’extradition ont été déposées d’abord par les États-Unis, puis par la Russie, qui a protesté contre la décision américaine. Adamov a finalement été extradé vers la Russie. Cette décision a été largement présentée comme un stratagème réussi du gouvernement russe pour empêcher Adamov de révéler aux autorités américaines des secrets d'État dont il avait connaissance.
En 2008, Adamov a été reconnu coupable en Russie d'abus de pouvoir et d'avoir fraudé le gouvernement russe de quelque 31 millions de dollars provenant de fonds d'aide américains destinés à l'amélioration de la sécurité des réacteurs nucléaires vieillissants.
Le 20 février 2008, il a été reconnu coupable par le tribunal Zamoskvoretsky de Moscou, en Russie, de fraude et d'abus de pouvoir et condamné à 5 ans et demi d'emprisonnement.
Il a été libéré de prison lorsque sa peine a été suspendue par un tribunal de niveau supérieur le 17 avril 2008.